# Dialectes du grec ancien
Cette page contient des caractères spéciaux ou non latins. S’ils s’affichent mal (▯, ?, etc.), consultez la page d’aide Unicode.
| Groupe occidental - Dorien - Grec nord-occidental | Groupe central - Éolien - Arcadochypriote | Groupe oriental - Attique - Ionien |
| Isolé : Achéen                                    |                                           |                                    |

Distribution des dialectes grecs durant l'époque classique.

Dans l’Antiquité, le grec ancien n'était pas constitué d'une langue unique, littéraire et normative, celle qu’on étudie actuellement lorsqu’on lit dans le texte des auteurs comme Platon ou Aristophane. Leur langue, langue d’Athènes, l’attique, n’est en effet qu’un des nombreux dialectes grecs alors présents dans la sphère hellénophone, mais c'est le plus prestigieux et surtout le mieux connu. Son succès se constate en sachant que le grec moderne en est issu. 
Il faut donc se représenter ce qui est nommé grec ancien comme un ensemble de dialectes plus ou moins intercompréhensibles et plus ou moins proches, qui n’ont pas nécessairement existé à la même époque et qui n’ont pas eu la même importance ou le même destin au sein de cette famille linguistique.
Le grec ancien n'est pas la forme la plus anciennement connue de la langue grecque, c'est le mycénien, identifié à partir du XVIe siècle avant l'ère chrétienne dans les tablettes en linéaire B qui l'est. Cette langue est associée à la civilisation mycénienne.

## Disparités entre les dialectes

Situation en Grande-Grèce

Si certains dialectes, comme celui d’Athènes,  sont très bien connus, c’est en raison de plusieurs facteurs qui font se mêler importance culturelle, littéraire, économique et politique (dans une moindre mesure) et religieuse (surtout avec l’apparition du christianisme) de la zone où les dialectes en question ont été parlés. Ainsi, l’ionien-attique est devenu la langue grandement majoritaire des textes littéraires et scientifiques grecs (d'où son importance, encore actuelle, dans la formation de mots savants au moyen de radicaux grecs) et, avec l’hégémonie athénienne et les conquêtes d’Alexandre le Grand, la langue véhiculaire (la koinè au sens propre, « langue commune »), du monde hellénistique et romain (à tel point que les Romains des classes aisées, sous l'Empire romain, se devaient de la parler). De là, son expansion est devenue irrépressible : langue de communication, la koinè est la langue grecque par défaut, celle dans laquelle, enfin, sont rédigés les Évangiles chrétiens, ce qui la consacre comme langue liturgique (et lui permet d'influencer grandement des langues de pays partageant cette religion, comme le latin ecclésiastique puis, après le Grand Schisme d'Orient, les langues de l'église orthodoxe : langues slaves, copte...). Tous ces phénomènes expliquent qu’actuellement ionien-attique soit devenu synonyme de grec et que ce soit cette variante qu’on étudie en classe : c’est en effet celle que l’on connaît le mieux et que l’on peut, grammaticalement et lexicalement, décrire le plus en détail, celle qui est aussi porteuse d’un passé illustre.
À l’inverse, d’autres dialectes ne sont connus que par de rares inscriptions non littéraires (souvent très limitées quant au lexique, du type « X a donné Y à Z » ou « X a fait Y pour Z »), ou quelques mots isolés (dans des gloses, les Grecs s'étant souvent étonnés que tel mot se dise de telle manière dans tel dialecte), ne sont généralement étudiés que dans le cadre de la philologie ou de linguistique. C’est le cas de l’éléen, de l’étolien ou du cyrénéen, par exemple.
Entre les deux se trouvent des dialectes qui auraient pu connaître le destin de l’ionien-attique, utilisés aussi en littérature, bien connus et qui peuvent être décrits très correctement quant à la grammaire et au lexique. L’importance dans le long terme de l’ionien-attique les a cependant, plus ou moins, effacés des usages et des mémoires. On peut compter au rang de tels dialectes l’ionien, l'éolien ou le dorien.

## Raisons du morcellement dialectal
L'absence apparente d'unité linguistique dans la Grèce d'avant la koinè s'explique historiquement, culturellement et naturellement. Premièrement, très tôt les Grecs ont établi une dichotomie entre les Doriens et les Achéens, les premiers correspondant aux « envahisseurs » de la seconde vague de peuplement, les mêmes qui ont fait disparaître la civilisation mycénienne. Cette séparation se retrouve, mutatis mutandis, dans le domaine linguistique. 
De plus, la Grèce d'avant la période hellénistique ne constitue pas une nation et si le sentiment d'appartenir à une même « race » (qu'on oppose au reste du monde, les βάρϐαροι / bárbaroi, « barbares », proprement « ceux qui font brrr brrr », « ceux qui baragouinent ») existe bel et bien, cette « race » grecque ne vise pas à une unité. De fait, le modèle politique dominant est celui de la cité ; le sentiment d'indépendance peut même être renforcé par le relief montagneux grec, qui isole les différentes cités.
Les conquêtes d'Alexandre le Grand et des Romains vont cependant, en faisant de la langue d'Athènes une langue véhiculaire, promouvoir l'emploi d'un seul dialecte, l'ionien-attique, alors devenu la koinè (puis le grec médiéval et, de là, le grec moderne). Il est d'ailleurs notable qu'actuellement le grec moderne soit une langue unifiée et que ne subsistent que de rares dialectes, dont le plus célèbre est sans doute le tsakonien (issu du dorien, ce qui prouve une fois de plus combien la séparation entre les Doriens et les Achéens est restée vivace).

## Unité sous-jacente du grec
Cette apparente disparité, qui apparaît surtout à l'historien, ne doit cependant pas cacher le fait que les dialectes grecs restent globalement intercompréhensibles quand on se situe en synchronie (il est évident qu'un dialecte aussi archaïque que le mycénien du XIIIe siècle avant notre ère n'aurait sans doute pas été compris par un locuteur de la koinè du Ier siècle de notre ère). En sorte, les principales différences relèvent principalement de la phonétique (mais les systèmes phonologiques restent assez proches : il suffit par exemple de savoir qu'un ᾱ / ā ionien-attique vaut un η / ê ionien), un peu moins de la morphologie, encore moins du lexique et quasiment pas de la syntaxe. On peut donc parler d'une réelle unité linguistique : les différences dialectales devaient ainsi être considérées principalement comme un problème d'« accent ». Par exemple, lorsque les dramaturges de l'Athènes classique mettaient en scène des Corinthiens ou des Spartiates, ils les faisaient parler dans le dialecte et avec l'accent de Corinthe ou de Sparte (ou ce qui était perçu comme tel), ce qui n'empêchait en rien la compréhension des dialogues par les spectateurs d'Athènes. Ce n'était pas plus gênant que lorsqu'au XXe siècle, Pagnol faisait parler ses personnages « avé l'assann du Midi ».
De plus, comme on le verra, les dialectes « littéraires », ceux qu'on utilisait pour la littérature, ont connu une certaine pérennité. Une tragédie classique de Sophocle, écrite majoritairement en ionien-attique, possède nécessairement des passages en « dorien » (ou, plutôt, en ce qui était senti comme tel car c'est une question de convention) et emprunte parfois à l'ionien, essentiellement quand elle démarque l'épopée.
La langue littéraire, surtout poétique, est composite au sens où il s'agit d'un parler artistique (en allemand, une Kunstsprache) obtenue par une création consciente. L'exemple le plus clair est celui de la poésie d'Homère : celle-ci est couchée dans une langue artificielle qui ne fut jamais parlée, qualifiée de « langue homérique », où les exigences du mètre et les nécessités de la composition formulaire ont fait cohabiter un certain nombre d'éléments anciens (éoliens ou même mycéniens) avec des éléments beaucoup plus récents (la base du dialecte homérique est un ionien relativement archaïque).
Cela est aussi valable pour la poésie lyrique et iambique, en particulier la lyrique chorale de Pindare et Bacchylide : les poètes archaïques écrivent une langue bigarrée, conventionnelle, qui selon le genre évite (lyrique chorale) ou cultive (iambographes) l'aspect ionien mais n'est jamais vraiment transposée de leur parler quotidien.
Enfin, si avant -403, le grec s'écrit différemment selon l'endroit où il est parlé, au moyen des alphabets épichoriques, après cette date, de manière étalée, il en vient à suivre le modèle ionien d'Athènes en même temps que s'assied l'importance du dialecte ionien-attique puis de la koinè. La disparition des consonnes anciennes (digamma, koppa, San), pourtant utiles à certains dialectes, est aussi révélatrice d'une unité sous-jacente : assez rapidement, le grec s'est écrit partout de la même façon.

## Le «grec commun»
Le grec commun, parfois nommé proto-grec, est l'ancêtre de tous les dialectes grecs. C'est une langue restituée et non attestée, qui est étudiée principalement en linguistique comparée et en phonétique historique du grec et permet de déterminer les étymons des mots historiques. Dans les faits, il s'agit d'une forme dialectale de l'indo-européen et qui en possède encore des caractéristiques, qui disparaîtront par la suite, pour certaines. Par exemple, on sait que le grec commun avait une paire de consonnes, présentes aussi en indo-européen et notées *gʷ pour la sonore, *kʷ pour la sourde, des occlusives labio-vélarisées /gʷ/, /kʷ/ (conformément aux usages philologiques, l'astérisque (*) indique les formes non attestées). Ces consonnes ont évolué différemment selon les dialectes, ce qui explique des disparités apparentes. Ainsi, en ionien-attique, le mot pour « bœuf » est βοῦς boûs (cf. latin bove(m), ce qui donne bœuf en français) mais en mycénien, dialecte bien plus ancien, on trouve pour la même notion un radical qo- (pour le mycénien, on note par q le phonème /kʷ/) : l’ancienneté du terme mycénien et le rapprochement avec d'autres langues indo-européennes (gau- en sanskrit, kouz en germanique (avec passage de g à k selon la loi de Grimm) d'où l'anglais cow ) permettent de déterminer que ces deux consonnes /kʷ/ et /b/ doivent toutes les deux remonter au *gʷ du grec commun et de l'indo-européen.
De même, la comparaison entre le latin quatuor et le grec attique classique τέτταρες tettares remontant tous deux à l'indo-européen reconstitué *kʷetʷores quatre, ou le latin quinque et le grec πέντε pente, tous deux signifiant cinq, montre que le *kʷ indo-européen, transcrit par qu en latin, a donné π ou τ en grec selon les cas.

## Liste des dialectes et répartition
- Dialectes grecs archaïques (ou proto-grec)
  - groupe arcadochypriote
    - mycénien
    - arcadien, cypriote, pamphylien

  - groupe ionien-attique
    - attique (grec ancien)
      - koinè (moyen grec commun)
        - grec moderne
        - yévanique
        - grec chypriote

      - pontique (parlé par les Pontiques)
      - cappadocien
      - romani-grec

    - ionien (d'Asie, insulaire, d'Eubée)

  - groupe éolien (béotien, lesbien, thessalien)
  - groupe occidental
    - dorien (laconien, argien, corinthien, etc.)
      - tsakonien
      - griko (parlé dans des villages du Sud de l'Italie)

    - éléen, étolien, locrien, phocidien
    - ancien macédonien (avec des traits du thessalien[2])

### Les dialectes littéraires
- Attique :
  - Historiens : Thucydide, Xénophon...
  - Orateurs attiques : Démosthène, Eschine, Isocrate, Lysias...
  - Philosophes : Aristote, Platon...
  - Poètes comiques : Aristophane, Eupolis, Phrynichos...
  - Poètes tragiques (avec des dorismes) : Eschyle, Sophocle, Euripide.
- Dorien :
  - Alcman
  - Théocrite
- Béotien :
  - Corinne
- Ionien :
  - Hérodote.
  - Hésiode (avec des éolismes).
  - Homère (langue archaïsante qui utilise aussi des éolismes).
  - Poètes iambiques, lyriques et méliques : Archiloque, Tyrtée, Ibycos, Stésichore, Anacréon, Mimnerme, Hipponax, Solon, Hérondas
  - Simonide, Pindare, Bacchylide (ionien mâtiné de dorismes conventionnels)
- Lesbien : 
  - Alcée de Mytilène
  - Sappho